# مثل یک مصری راه برو
«مثل یک مصری راه برو» (به انگلیسی: Walk Like an Egyptian) ترانه‌ای از گروه بنگلز است که در سال ۱۹۸۶ به‌عنوان سومین تک‌آهنگ آلبوم روشنایی متفاوت منتشر شد. این ترانه با فروش میلیونی‌اش، شماره ۱ مجلهٔ بیلبورد و محبوب‌ترین ترانهٔ سال ۱۹۸۷ بود.

## ویدئو
موزیک ویدئوی «مثل یک مصری راه برو» در دو فضا فیلم‌برداری شده‌است. تصاویری از اعضای گروه که در حال اجرای زندهٔ ترانه هستند به همراه تصاویری که افراد مختلف را در حال تقلید سبک راه رفتن شخصیت‌های دیوارنگاره‌های معابد مصری نشان می‌دهند. در میان تصاویر واقعی ویدئو، فیلم‌های دستکاری شده‌ای هم هست که پرنسس دایانا، معمر قذافی و مجسمهٔ آزادی را در حال رقص «مثل یک مصری» نشان می‌دهند.
موزیک ویدئوی «مثل یک مصری راه برو» در سال ۱۹۸۷ نامزد دریافت جایزهٔ بهترین ویدئوی گروهی ام‌تی‌وی بود که این جایزه در نهایت به ویدئوی زندگی وحشی وحشی تاکینگ هدز تعلق گرفت. کارگردان این ویدئو گری ویس است.

## تأثیر
در انقلاب ۲۰۱۱ مصر، «مثل یک مصری راه برو» به‌عنوان یک شعار اعتراضی از سوی برخی تظاهرکنندگان استفاده می‌شد.
مایکل لوئیس در کتاب ریسک پنجم آورده‌است زمانی که دونالد ترامپ به ریاست جمهوری آمریکا برگزیده شد عبدالفتاح سیسی با او تماس تلفنی داشت و ترامپ بدون توجه به آداب دیپلماتیک، در پاسخ او از جملهٔ «مثل یک مصری راه برو» استفاده کرد.
در سال ۲۰۱۶ یک زوج استرالیایی که در حال جهان‌گردی بودند، در فیس‌بوک ویدئویی از سفرشان به مصر با موسیقی و رقص «مثل یک مصری راه برو» به اشتراک گذاشتند. ویدئوی آماتوری که قرار بود یک سرگرمی برای آشنایان باشد، ۴۵۰/۰۰۰ بار دیده شد، مورد توجه مقامات گردشگری مصر قرار گرفت و در محبوب‌ترین برنامهٔ بامدادی تلویزیون آن کشور نمایش داده شد.

## بازخوانی‌ها
- ۲۰۱۸ - جید برد[۹]